# منذر الکبیر
منذر الکبیر (عربی: منذر الكبير؛ زادهٔ ۲ آوریل ۱۹۷۰) بازیکن سابق و مربی فوتبال اهل تونس است.
از باشگاه‌هایی که در آن بازی کرده‌است می‌توان به باشگاه فوتبال بنزرتی اشاره کرد.